# Where’s George
Where’s George? ist eine Website, mit deren Hilfe die Zirkulation von US-amerikanischen Banknoten nachverfolgt werden kann. Das Webangebot wurde im November 1998 durch den Datenbankentwickler Hank Eskin erstmals online gestellt.
Der Name „Where’s George?“ bezieht sich auf George Washington, der auf der 1-Dollar-Note abgebildet ist.

## Banknotenregistrierung
Um eine Banknote zu registrieren, werden der Wert, die Serie und die Seriennummer der Banknote sowie die eigene Postleitzahl eingegeben. Danach speichert die Datenbank die Banknote, meldet weitere Sichtungen und errechnet die zurückgelegte Distanz und den zeitlichen Abstand zwischen den Registriervorgängen. Die Nutzer haben die Möglichkeit, über ein Freitextformular Angaben zum Fundort und zum Zustand des Dollars zu machen.
Bis zum Februar 2009 wurden auf der Website rund 147.000.000 Banknoten im Wert von 800 Millionen US-Dollar registriert. Etwa neun Prozent der Banknoten sind sogenannte Treffer, wurden also mehr als einmal gemeldet.

## Grundlage für epidemiologische Modellierungen
Die Komplexitätsforscher Dirk Brockmann (RKI/HU Berlin) und Lars Hufnagel (EMBL) nutzten 2003 gescrapte Datensätze der Website, um universelle Gesetzmäßigkeiten in der skalierbaren Mobilität von Menschen herzuleiten, was durch weiterführende Forschung in den Folgejahren zur Eindämmung verschiedener Epidemien dienen konnte. Aufgrund des ungewohnten Datenverkehrs sperrte Hank Eskin zeitweise den Zugriff für alle IP-Adressen aus Göttingen, dem Standort des damaligen Max-Planck-Instituts für Strömungsforschung.

## Sonstiges
2001 startete Eskin zusätzlich das Projekt Where’s Willy, wo nach dem Vorbild von „Where’s George“ die Wanderung kanadischer Banknoten verfolgt werden kann.
Das 2002 in Frankreich gegründete EuroBillTracker-Projekt, bei der der Umlauf von Eurobanknoten untersucht wird, wurde durch „Where’s George?“ inspiriert.